# 「ヒキタさん! ご懐妊ですよ」男45歳・不妊治療はじめました
『「ヒキタさん! ご懐妊ですよ」 男45歳・不妊治療はじめました』は、作家・ヒキタクニオが著したエッセイである。
45歳で子作りすることを決めたヒキタだったが、自身の精子運動率が僅か20%しかないことで子供ができないことに気づかされる。そして夫婦共々「懐妊トレーニング」というのを始めることになった。男の不妊治療に関する様々な疑問や違和感、同じような苦労をしている仲間がいることを知ったことで、ヒキタは周囲の人間を巻き込む形でその思いを体現化していく。さらに女性の心や身体の痛みについて共有化していくことで、夫婦としての絆が強まっていくことを感じる。5年近くの長い妊活を経て、我が子をその手に抱くまでの軌跡を描いたドキュメントである。
2019年10月4日に映画版が公開された。

## 書誌情報
- ヒキタクニオ（著）『「ヒキタさん! ご懐妊ですよ」男45歳・不妊治療はじめました』、光文社新書、2012年6月15日発売、ISBN 978-4-334-03690-4

## 映画
2019年10月4日に『ヒキタさん! ご懐妊ですよ』のタイトルで公開。脚本・監督は細川徹、主演は松重豊。撮影は2018年4月から5月にかけて行われた。「第9回北京国際映画祭」コンペティション部門に正式出品予定。松重豊は本作が映画初主演となる。

### キャスト
- ヒキタクニオ：松重豊
- ヒキタサチ：北川景子[3]
- 桑島医師：山中崇
- 声の大きいラーメン屋：皆川猿時
- 柏（装丁デザイナー）：河野安郎
- マコ：澁谷麻美
- ナギサ：本田渚
- 羽田看護師：呑山仁奈子
- 水野看護師：猫田直
- 隣に座った中年の男：早出明弘
- 隣に座った中年の男の奥さん：泉春花
- 大学時代のヒキタ：水間ロン
- 大学時代のヒキタのガールフレンド：太田知咲
- おでん屋のおかみさん：中澤敦子
- 横山：伊藤那美（ターリーターキー）
- 横山潔丸：大庭潔丸
- 元気なおじいさん：中山克己
- 若い妊婦：高田和加子
- 洋品店のおじいちゃん：森喜行
- 桃缶の主婦：田中香子
- 看護師：岩上円香
- おまわりさん：山中良弘
- 怒ってるおかあさん：佐藤里香
- ワイルドストロベリーのおかあさん：久下麻里子
- サウナの店員（熱演師）：マグ万平（地球）
- 田野辺光枝：原田千枝子
- 杉浦俊一：濱田岳
- 田野辺和夫：伊東四朗

### スタッフ
- 原作：ヒキタクニオ『「ヒキタさん! ご懐妊ですよ」男45歳・不妊治療はじめました』（光文社文庫刊）
- 脚本・監督：細川徹
- 音楽：大間々昂
- 企画・プロデュース：前田浩子[6]
- エグゼクティブプロデューサー：加藤和夫、福嶋更一郎、山下喜光
- プロデューサー：中野剛、飯田雅裕
- 企画：近藤良英
- ラインプロデューサー：森太郎
- 撮影：大内泰
- 照明：宗賢次郎
- 録音：岡本立洋
- 美術・装飾：遠藤善人
- 編集：木村悦子
- スーパーヴァイジングサウンドエディター：勝俣まさとし
- VFXスーパーバイザー：鎌田康介
- スタイリスト：荒木里江
- ヘアメイク：高桑里圭
- 助監督：大庭功睦
- 制作担当：栗林直人
- 配給：東急レクリエーション
- 宣伝：マンハッタンピープル
- 企画・製作：アルケミー・プロダクションズ
- 製作：「ヒキタさん! ご懐妊ですよ」製作委員会（東映ビデオ、メ〜テレ、東急レクリエーション、朝日新聞社、光文社、ベンチャーバンク エンターテインメント、ザズウ、アルケミー・プロダクションズ、TBSラジオ、イオンエンターテイメント、丸壱動画）